# Halorubrum
A Halorubrum a Halobacteriaceae családba tartozó archaea nem. Az archeák – ősbaktériumok – egysejtű, sejtmag nélküli prokarióta szervezetek.

## Leírása
Magas sókoncentrációjú környezetben cserél genetikai információt gyakran rekombinációval.

### Tudományos folyóiratok
- Oren A, Ventosa A (2000). „International Committee on Systematic Bacteriology Subcommittee on the taxonomy of Halobacteriaceae. Minutes of the meetings, 16 August 1999, Sydney, Australia”. Int. J. Syst. Evol. Microbiol. 50, 1405–1407. o. PMID 10843089.
- Oren A, Ventosa A (1996). „A proposal for the transfer of Halorubrobacterium distributum and Halorubrobacterium coriense to the genus Halorubrum as Halorubrum distributum comb. nov. and Halorubrum coriense comb. nov., respectively”. Int. J. Syst. Bacteriol. 46 (4), 1180. o. DOI:10.1099/00207713-46-4-1180.
- McGenity TJ, Grant WD (1995). „Transfer of Halobacterium saccharovorum, Halobacterium sodomense, Halobacterium trapanicum NRC 34021 and Halobacterium lacusprofundi to the genus Halorubrum gen. nov., as Halorubrum saccharovorum comb. nov., Halorubrumsodomense comb. nov., Halorubrum trapanicum comb. nov., and Halorubrum lacusprofundi comb.nov”. Syst. Appl. Microbiol. 18, 237–243. o. DOI:10.1016/s0723-2020(11)80394-2.
- Kamekura M, Dyall-Smith ML (1995). „Taxonomy of the family Halobacteriaceae and the description of two new genera Halorubrobacterium and Natrialba”. J. Gen. Appl. Microbiol. 41 (4), 333–350. o. DOI:10.2323/jgam.41.333.
- Papke T, Fullmer M, Soucy S, Swithers K, Makkay A, Wheeler R, Ventosa A, Gogarten P (2014. április 11.). „Population and genomic analysis of the genus Halorubrum”. Frontiers in Microbiology 5 (Article No.: 140). DOI:10.3389/fmicb.2014.00140. (Hozzáférés: 2014. november 9.)

### Tudományos könyvek
- Gibbons, NE.szerk.: RE Buchanan and NE Gibbons, eds.: Family V. Halobacteriaceae fam. nov., Bergey's Manual of Determinative Bacteriology, 8th, Baltimore: The Williams & Wilkins Co. (1974. március 20.)

### Tudományos adatbázisok
- Halorubrum PubMed hivatkozásai
- Halorubrum PubMed Central hivatkozásai
- Halorubrum Google Scholar hivatkozásai